# Conflit ecclésiastique de Cologne
On appelle Conflit ecclésiastique de Cologne ou encore guerre de Neuss le différend qui a eu lieu à partir de 1473 entre l'archevêque Robert du Palatinat et les représentants des états de l'Électorat de Cologne. Du fait de la participation de Charles le Téméraire et du Saint-Empire romain germanique, le conflit a eu temporairement une ampleur européenne. Il s'achève avec la mort de l'archevêque en 1480.

Les divers territoires de l'archevêque de Cologne

## Précédents
Après la mort de Thierry II de Moers, a lieu une réunion des représentants des états des territoires sous le contrôle de l'archevêque de Cologne (Erblandesvereinigung). Le Vest Recklinghausen (de) y participe tandis que le duché de Westphalie se réunit à part. Les représentants des états imposent des conditions auxquelles l'archevêque doit souscrire avant d'accéder au pouvoir. Il s'engage notamment à demander l'autorisation des états à propos des finances et des questions de politique générale. 
Bien que Robert du Palatinat soit issu du chapitre cathédral de Cologne, il ne respectera pas les conditions qu'on lui a imposées. Il recrute des mercenaires dans le Palatinat dont il est issu, afin de reprendre les territoires mis en gage par ses prédécesseurs. Le conflit éclate lorsqu'il s'oppose à un impôt par tête et par foyer de la ville de Zons qui revenait au chapitre cathédral. Il tente également de prendre la ville de Neuss par la force. Les représentants des divers états voient les actions de l'archevêque comme des violations de son engagement à respecter les conditions préliminaires à son élection, et entrent de ce fait en résistance contre lui. Au printemps 1473, ils nomment à sa place Hermann de Hesse comme administrateur ; ils ont de forts appuis dans les villes de Cologne et de Neuss.

## Déroulement

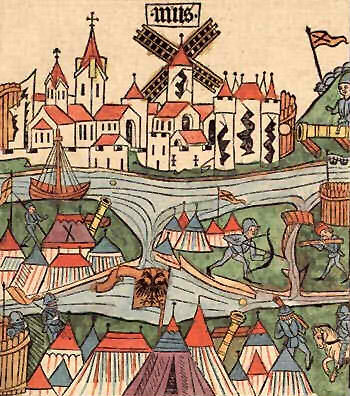
Le siège de Neuss a été un épisode important du conflit ecclésiastique de Cologne (image de Conradius Pfettisheim).

L'archevêque Robert n'accepte pas cet état de fait. Il est soutenu par des représentants des états de dimension plus modeste que ses grands adversaires : par exemple, les troupes venues de Hesse pour soutenir son remplaçant, dirigées par Johann Schenk de Schweinsberg (de), échouent dans leur tentative de conquérir la ville de Brilon dans le duché de Westphalie ; cela ne les empêchera pas de jouer ensuite un rôle important dans la défense de Neuss. La position de Robert s'améliore aussi du fait qu'il réussit à gagner Charles le Téméraire comme allié : on le surnomme alors grand défenseur (Erbvogt) de l'Archevêché.
De son côté, Charles le Téméraire a vu dans le conflit une occasion d'élargir sa sphère d'influence, au détriment de l'archevêché. Une grande partie des territoires voisins était déjà sous influence bourguignonne ; par ailleurs le duché de Clèves était l'un de ses alliés. Après que Charles le Téméraire avait reçu le duché de Gueldre depuis 1473, en fait l'existence de l'archevêché était menacée. En 1473 la « réunion de Trèves » aurait dû préciser les positions de Charles le Téméraire, de l'empereur et des électeurs, mais cette tentative de médiation avait échoué. En avril et mai 1474, Ahrweiler est assiégée par des troupes du parti de Robert : murs et protections suffirent à repousser les attaques.
Charles le Téméraire progresse avec une armée qui était l'une des plus grandes et des mieux équipées de l'époque. À ses côtés se trouvent Frédéric Ier du Palatinat, frère de l'archevêque Robert, et les duchés de Clèves et de Gueldre. L'ensemble des troupes compte environ 13 à 20 000 hommes. Mais au lieu marcher sur Cologne comme le désirait Robert, l'armée se tourne contre Neuss. La ville est défendue par Hermann de Hesse et 4 000 hommes bien exercés : le siège dure de 1474 à 1475. Le siège prend fin lorsque l'empereur Frédéric III convoque le ban de l'Empire pour menacer les alliés du bourguignon, lui-même lassé du siège et harcelé en Suisse (Bataille d'Héricourt) et trahi par son allié anglais en Picardie (traité de Picquigny). Cela ne met cependant pas un terme à la querelle autour de l'archevêché.
Après le retrait des troupes bourguignonnes, Robert a encore un peu de soutien dans la hiérarchie et dans le duché de Westphalie. Cependant, sa position s'affaiblit avec la mort de son frère Frédéric en 1476, et celle de Charles le Téméraire un an plus tard. Dans l'archidiocèse même, il ne peut plus compter que sur Kempen et Altenahr, avec certains territoires de Westphalie. En 1478, il est capturé par les troupes de Hesse ; ces dernières ne réussiront cependant pas à s'imposer en Westphalie. Le duc de Clèves, qui a combattu aux côtés de Robert, a même réussi à occuper Arnsberg et Eversberg pendant quelque temps.
Après sa capture, Robert accepte de renoncer à sa fonction d'archevêque. Cependant, on attendra longtemps l'accord du Pape, nécessaire dans cette situation complexe - Robert n'était pas seulement un souverain, mais un évêque. Et sa renonciation à la charge épiscopale était donc contestable, puisqu'elle s'était faite sous la contrainte. La mort de Robert le 26 juillet 1480 a mis fin à cette situation délicate.

### Source la traduction
- (de) Cet article est partiellement ou en totalité issu de l’article de Wikipédia en allemand intitulé « Kölner Stiftsfehde » (voir la liste des auteurs).